# Хомосексуалност у античкој Грчкој
Хомосексуалност у античкој Грчкој била је саставни део свакодневнице и није изазивала много коментара. Хомосексуално понашање забележено је у многим песмама, филозофским расправама и уметничким делима античког доба.

## Атина

### Хомосексуалност
Јавни и културни живот античке Атине били су мушка ствар, и све се организовало ради задовољења потреба мушкараца. Сматрало се да секс не служи само за репродукцију и продужетак породичне линије, већ и за ужитак и забаву. Сексуално задовољство није било нешто прљаво, покварено или забрањено. Мотив голог мушког тела био је свеприсутан у атинској кулутури. У читавом граду постојали су кипови који су истицали и славили лепоту мушке грађе. Кипови бога Хермеса с великим фалусом украшавали су градске тргове. Атињани су били опседнути гимнастиком, спортом и купањем. У атинској култури истицање тела најчешће је подразумевало голотињу, поготово у гимназијама, вежбалиштима којима жене нису могле приступати. Мушкарци нису били срамежљиви, штавише, нису презали од посматрања полних односа. Најуобичајнији предмети за свакодневну употребу, попут чаша и свећњака, били су осликавани експлицитним еротским сценама, што даје утисак да секс није био искључиво приватна ствар, или нешто чега би се требало стидети. Напротив, у сексу се уживало у друштву - на различитим друштвеним окупљањима уз обиље вина, били су присутни и мушкарци и жене који су пружали сексуалне услуге.
Атињани су другачије доживљавали љубав мушкараца према девојци или жени од љубави према младићу или мушкарцу. То су била два облика полног нагона (ерос), од којих је сваки могао одговарати било ком појединцу у одређеном животном добу. Мало Грка је веровало да је природа хомосексуалних мушкараца другачија од природе хетеросексуалних мушкараца. У животу једног Атињанина, оба облика сексуалности су могла да се испоље истовремено или један за другим. У старогрчком језику заправо нису ни постојали термини који су разликовали хетеросексуалност и хомосексуалност, што значи да питање сексуалног идентитета није било ни битно. Нема доказа о било каквој дискриминацији или супкултури, а није постајала ни идеја о потреби за јавним изјашњавањем својих наклоности (аутовање).
Извори показују да се велика важност придавала улогама за време полног односа. Од мушкарца се очекивало да преузима контролу и буде доминантан. Мушкарац је, дакле, морао да пенетрира, без обзира на то да ли је реч о вагиналном, аналном или оралном сексу. Најпожељније особине за једног мушкарца, попут мужевности, храбрости, борбености, интелигенцији и поузданости, везиване су за улогу пенетратора. Жене и мушкарци који су допуштали да буду пенетрирани, сматрали су се слабима, понизнима, плашљивима, покорнима, лаковернима и незаситима. Строга идеологија мачо мушкараца, створена од стране њих самих, није одражавала стварност. Данас је схваћена као одбрамбени став мушкараца према властитим несигурностима везаним за сексуалност, родни идентитет и импотенцију. Сматрали су да ће оваквим концептом мушкарца заварати жене, те да ће оне бити очаране њиховом сексуалном надмоћи. Осим тога, мушкарци су изразе овакве идеологије користили како би себе уверили у властиту супериорност и блискост боговима.

### Педерастија
Мушка хомосексуална пријатељства најчешће су се испољавала кроз педерастију. Млађи партнер, љубљени (ероменос), имао је између дванаест и осамнаест година. Извори наводе да је веза трајала док младићу не би почела расти брада, када престаје да буде привлачан старијем мушкарцу. Љубавник (ерастес) је углавном био старији мушкарац или младић на чијем лицу су се већ појавиле длаке, а који је изражавао наклоност према млађим мушкарцима. Од љубавника се очекивало да предузме иницијални корак, те да се удвара љубљеном, а не обрнуто. Многе су вазе осликане цртежима који приказују старије љубавнике, углавном брадате, како додирују младићеве гениталије не би ли га надражили и придобили. Понекад би љубавник нудио лепе, скупоцене и корисне дарове - порцију меса, диск, боцу маслиновог уља, цвеће, јабуке, венце или врећу новца. Често су поклон биле животиње попут петла и зеца. Грчки младићи волели су борбе петлова, а уосталом, петао је био симбол мужевности. Зец је био престижам због скупоценог меса, а веровало се и да зечје месо подстиче вољу мушкарца да пенетрира. Већина животиња које су се поклањале биле су везане за лов. Поезија из тога доба користила је изразе гонити и бежати: љубавник је преузимао улогу ловца, а љубљени је био плен који покушава да побегне.
Педерастија је у Атини генерално била веома цењена. Нису постојали закони који би је забрањивали, а вероватно је било уобичајено и да ожењени мушкарци имају мушке партнере. Понекад су ти младићи били део породице. У педерастијским односима, средишњу позицију су заузимали сексуална жудња и потрага за ужицима, стога је промискуитет био уобичајен. Мушкарцима који су имали много партнера порастао би углед.

### Проституција
Хомосексуална проституција постојала је у свим облицима и била је легална. Обично су сексуалне услуге пружали странци и робови, а поједини младићи са статусом слободних грађана су на овај начин зарађивали. Постојао је порез на проституцију, што је још један доказ да ју је власт одобравала.